# 松本正志
松本 正志（まつもと しょうじ、1959年4月2日 - ）は、兵庫県赤穂郡上郡町出身の元プロ野球選手（投手）。1979年から1983年の登録名は松本 祥志（読み同じ）。

## 来歴・人物
学生時代はストレートだけでも相手打者を抑えられるほどの剛球投手で、東洋大姫路高校への在学中には、自身と同じ左投手の江夏豊にちなんで「江夏二世」と呼ばれていた。入学当初は制球が定まらなかったものの、20kmの距離の走り込みと300球の投げ込みを毎日続けることによって克服。2年時（1976年）春の第48回選抜高等学校野球大会でチームの準決勝進出に貢献すると、エースとして臨んだ3年時（1977年）夏の第59回全国高等学校野球選手権大会で全国制覇を経験した（詳細後述）。ちなみに、当時の控え投手は同学年の宮本賢治だった。
1977年のNPBドラフト会議で、阪急ブレーブスからの1位指名を受けたことを機に入団。阪急では、松本の入団に際して、一軍投手コーチの梶本隆夫が現役時代（左投手）から一貫して付けていた背番号33を松本に着用させた（梶本は背番号を78番に変更）。その一方で、本名（松本正志）と同音異字の「松本祥志」を登録名に充てた。
阪急への入団後は、1年目の1978年に一軍公式戦6試合へ登板。ジュニアオールスターゲームやシーズン終了後の日米野球に出場したほか、チームのパシフィック・リーグ（パ・リーグ）優勝で臨んだ日本シリーズでも10月22日の第7戦（後楽園球場）に登板するなど、高卒1年目の投手としては順調なスタートを切った。
梶本が一軍の監督へ就任した1979年には、一軍公式戦での初勝利をマーク。しかし、「（当時の）首脳陣や関係者の助言を素直に聞き入れ過ぎた」とのことで、やがて本来の投球フォームやピッチングスタイルを見失った。後に故障へ見舞われたこともあって、本来の調子を取り戻すことなく、1985年以降は二軍生活に終始。1984年から登録名を「松本祥志」から本名へ改めたものの、一軍公式戦での勝利は前述した1勝のみで、背番号を67に変更した1987年限りで現役を引退した。
引退翌年の1988年に、阪急の用具係へ転身。後継球団のオリックス・ブレーブス→ブルーウェーブ→バファローズでも、創設1年目（ブレーブス時代の1989年）から用具担当のスタッフを続けていた。
なお、阪急時代の1988年からブルーウェーブ時代の1992年までは、打撃投手を兼務。2024年にも、「オリックス・バファローズの用具係」としてチームの春季キャンプに帯同していた。しかし、同年のパ・リーグにおけるレギュラーシーズン開幕直後（4月2日）の誕生日で球団の定年（65歳）へ達することを背景に、自身の意向から、開幕2日後（誕生日2日前）の3月31日付で退職。退職に際しては「（阪急の投手だった）ルーキーのシーズンに（パ・リーグで）優勝してから、（オリックス・バファローズによる2021年から2023年までの）リーグ3連覇で（日本のプロ野球における）キャリアを終えることができたので、最高のプロ野球人生だった」とのコメントを残したほか、レギュラーシーズン開幕の前日（3月28日）に京セラドーム大阪（バファローズの本拠地）で組まれていたチーム練習の開始前に、バファローズナイン全員からの胴上げで送り出されていた。

### 全国高校野球選手権大会優勝（1977年）までの道のり
東洋大姫路高校在学中の監督だった梅谷馨は、入学直後に制球が不安定ながらも大変なスピードボールを投げる松本の姿を見た瞬間、「この子（松本）が順調に育てば（夏の選手権大会で）全国制覇を達成できるかも知れない」と思ったという。
松本の2年時（1976年）以降は、「全国制覇確実」と言われるほどチームの戦力が充実していていて、対外試合では敗戦どころか接戦に持ち込まれることもほとんどなかった。そこで梅谷は、「接戦も経験させる必要がある」との考えから、知人に練習試合の審判を任せた。松本が投げる球を全て「ボール」に、相手投手の投球を全て「ストライク」と判定するように依頼したこともあったとされる。
ところが松本は、2年時秋の兵庫県大会で先発を任されながら、13個もの四死球を記録。チームは敗戦を喫したばかりか、2年連続の選抜大会出場の可能性を失ってしまった。試合後には敗戦のショックから「野球をやめたい」とまで口走ったが、居合わせたチームメイトから「それならみんな（野球を）やめる。俺らは『お前（松本）がいるから全国制覇（を達成）できる』と思って頑張っているんや」と言われたことで奮起。3年時（1977年）には、夏の選手権兵庫大会でチームを優勝へ導いたことによって、春（選抜大会）に逃した甲子園球場への再登場に漕ぎ着けた。
3年時夏の選手権本大会では、初戦（2回戦）で千葉商業高校打線を相手に完封勝利を達成。浜田高校との3回戦では、先発で6回終了まで無失点で凌ぐと、7回から宮本にマウンドを譲ってバッテリー以外のポジションに回った。チームの大量リードを踏まえた交代であったが、宮本が最初に対戦した打者のライナーを右手に受けて5球で降板を余儀なくされたため再び登板。浜田打線に1点も許さないまま、試合終了まで投げ切った（事実上の2試合連続完封勝利）。豊見城高校との準々決勝では3失点を喫したものの、今治西高校との準決勝では、打球が左膝を直撃するアクシデントに見舞われながら3度目の完封勝利をマーク。坂本佳一擁する東邦高校との決勝では、1点を失いながらも、チームは延長10回裏2死1・2塁から4番打者・安井浩二の3点本塁打でサヨナラ勝利を収めた。選手権本大会の決勝がサヨナラ本塁打で決着した事例は、大会史上初めてである。
ちなみに、甲子園球場では阪急の投手時代にも阪神タイガースとのオープン戦で登板。オリックス・バファローズと阪神が対戦した2023年の日本シリーズでは、同球場で組まれた第3戦からの3試合に、バファローズの用具担当として立ち会った。本人は2024年の春季キャンプをもってバファローズを退職することから、2023年の日本シリーズ期間中には、「甲子園（球場）で育てられた自分にとって最後の真剣勝負（日本シリーズ）が、その甲子園でできることはありがたい」と語っていた。

## 詳細情報

### 年度別投手成績
| 年 度     | 球 団     | 登 板 | 先 発 | 完 投 | 完 封 | 無 四 球 | 勝 利 | 敗 戦 | セ 丨 ブ | ホ 丨 ル ド | 勝 率 | 打 者 | 投 球 回 | 被 安 打 | 被 本 塁 打 | 与 四 球 | 敬 遠 | 与 死 球 | 奪 三 振 | 暴 投 | ボ 丨 ク | 失 点 | 自 責 点 | 防 御 率 | W H I P |
| --------- | --------- | ----- | ----- | ----- | ----- | -------- | ----- | ----- | -------- | ----------- | ----- | ----- | -------- | -------- | ----------- | -------- | ----- | -------- | -------- | ----- | -------- | ----- | -------- | -------- | ------- |
| 1978      | 阪急      | 6     | 1     | 0     | 0     | 0        | 0     | 0     | 0        | --          | ----  | 59    | 13.0     | 13       | 1           | 8        | 0     | 0        | 5        | 0     | 0        | 6     | 6        | 4.15     | 1.62    |
| 1980      | 阪急      | 9     | 1     | 0     | 0     | 0        | 1     | 1     | 0        | --          | .500  | 158   | 30.2     | 39       | 8           | 26       | 0     | 2        | 20       | 1     | 0        | 30    | 26       | 7.63     | 2.12    |
| 1981      | 阪急      | 10    | 0     | 0     | 0     | 0        | 0     | 0     | 0        | --          | ----  | 83    | 17.1     | 19       | 2           | 14       | 0     | 0        | 6        | 1     | 0        | 12    | 11       | 5.71     | 1.90    |
| 1982      | 阪急      | 1     | 0     | 0     | 0     | 0        | 0     | 0     | 0        | --          | ----  | 12    | 3.0      | 2        | 0           | 1        | 0     | 0        | 1        | 0     | 0        | 1     | 1        | 3.00     | 1.00    |
| 1983      | 阪急      | 4     | 0     | 0     | 0     | 0        | 0     | 0     | 0        | --          | ----  | 33    | 6.0      | 10       | 3           | 3        | 0     | 3        | 0        | 0     | 0        | 10    | 10       | 15.00    | 2.17    |
| 1984      | 阪急      | 2     | 1     | 1     | 0     | 0        | 0     | 2     | 0        | --          | .000  | 46    | 10.1     | 13       | 2           | 2        | 0     | 0        | 3        | 1     | 0        | 8     | 7        | 6.10     | 1.45    |
| 通算：6年 | 通算：6年 | 32    | 3     | 1     | 0     | 0        | 1     | 3     | 0        | --          | .250  | 391   | 80.1     | 96       | 16          | 54       | 0     | 5        | 35       | 3     | 0        | 67    | 61       | 6.83     | 1.87    |

### 記録
- 初登板：1978年7月5日、対クラウンライターライオンズ後期2回戦（平和台野球場）、5回裏より3番手で救援登板、4回1失点
- 初先発登板：1978年9月3日、対南海ホークス後期10回戦（大阪スタヂアム）、1回1/3を1失点で勝敗つかず
- 初勝利：1980年6月24日、対南海ホークス前期12回戦（阪急西宮球場）、9回表に3番手で救援登板・完了、1回無失点
- 初完投：1984年9月24日、対南海ホークス25回戦（大阪スタヂアム）、8回7失点で敗戦投手

### 背番号
- 33 （1978年 - 1986年）
- 67 （1987年）
- 104 （1989年 - 1992年）

### 登録名
- 松本 正志 （まつもと しょうじ、1978年、1984年 - 1987年）
- 松本 祥志 （まつもと しょうじ、1979年 - 1983年）